# Axel Zeebroek
Axel Zeebroek (Dinant, 25 juli 1978) is een Belgische triatleet die tot eind 2014 deel uitmaakte van het Uplace Pro Triathlon Team. Als knaap deed hij aan competitiezwemmen en behaalde verschillende Belgische titels op de 400 m vrije slag en wisselslag en de 1500 m vrije slag. In 1996 stapte hij op aanraden van zijn coach en zijn dokter over naar de triatlon. Hij legde zich de eerste jaren toe op de kwarttriatlon; in 2009 maakte hij de overstap naar de lange afstand.
In 1998 werd hij kampioen van België bij de junioren, en zesde op het Europese kampioenschap in Velden am Wörther See. Sedert ca. 2002 is hij professioneel triatleet.
Dankzij een achtste plaats op het Europees kampioenschap in Lissabon kon Axel zich kwalificeren voor de Olympische Zomerspelen 2008, samen met Peter Croes. Vóór de start van de Spelen was hij volgens de International Triathlon Union 57e op de ranglijst van Olympische kwalificaties. In de Olympische wedstrijd op 18 augustus 2008 eindigde hij als dertiende. Na het fietsen, waarin hij de snelste van alle deelnemers was, lag hij samen met de Luxemburger Dirk Bockel aan de leiding met 55 seconden voorsprong op de eerste groep achtervolgers. Uiteindelijk finishte hij op 1 min. 37 sec. van de Olympische kampioen Jan Frodeno uit Duitsland.

## Palmares

### 2011
- IronMan 70.3 Antwerpen

### 2010
- 4e Ironman Cozumel

### 2009
- Ironman 70.3 Monaco
- 19e WK lange afstand in Perth - 4:06.52

### 2008
- 8e EK olympische afstand in Lissabon - 1:54.44
- 31e WK olympische afstand in Vancouver - 1:52.37
- 13e Olympische Spelen in Peking - 1:50.30,90

### 2007
- 20e EK olympische afstand in Kopenhagen - 1:53.53
- 36e WK olympische afstand in Hamburg - 1:46.03

### 2006
- 42e WK olympische afstand in Lausanne - 1:58.11

### 2005
- 8e EK olympische afstand in Lausanne - 1:56.50
- 30e WK olympische afstand in Gamagōri - 1:52.17

### 2004
- 22e ITU wereldbekerwedstrijd Ishigaki
- 18e EK olympische afstand in Valencia - 1:50.04
- 68e WK olympische afstand in Funchal - 1:49.42

### 2003
- 8e ITU wereldbekerwedstrijd in Funchal
- 26e ITU wereldbekerwedstrijd in Madrid
- 21e EK olympische afstand in Karlovy Vary - 1:59.28

### 2002
- 14e ITU wereldbekerwedstrijd in Hamburg
- 22e ITU wereldbekerwedstrijd in Nice
- 20e EK olympische afstand in Győr - 1:50.49

### 2001
- 11e ITU wereldbekerwedstrijd in Lausanne
- ITU Europacup in Weiswampach

### 2000
- 35e WK olympische afstand in Stein - 1:59.38

### 1998
- 17e WK junioren in Lausanne - 2:04.21